# Ifeanyi Chiejine
Ifeanyichukwu Stephanie Chiejine (17 de maio de 1983) é uma futebolista nigeriana que atua como atacante.

## Carreira
Ifeanyi Chiejine integrou o elenco da Seleção Nigeriana de Futebol Feminino, nas Olimpíadas de 2000 e 2008. 